# Urengói
Urengói (del ruso: Уренгой) es una localidad del rayón del Pur (la capital, Tarko-Salé está unos 120 km al sur), distrito autónomo de Yamalia-Nenetsia, en Rusia. Está situada en la llanura de Siberia Occidental, en la orilla oriental del río Pur, a 530 km de la capital del distrito, Salejard. A 75 km, la ciudad más cercana es Novi Urengói al oeste. 

## Historia
A finales de la década de 1940 se empezó a planear el cruce del río Pur en el área del asentamiento actual de Urengói por el ferrocarril Salejard-Igarka. Tras la muerte de Stalin, el lugar fue abandonado, hasta que empezó el desarrollo de la extracción de petróleo y gas natural en Siberia Occidental en la década de 1960. Puede tomarse como fecha válida para la fundación de Urengói 1966.
Como resultado del descubrimiento del gigantesco yacimiento de gas natural que recibió el nombre de la localidad, se creó poco después (1973) el asentamiento de Novi Urengói más al oeste y cerca del lugar de extracción, que reemplazaría en importancia y en número de habitantes (actualmente más de 100 000) al antiguo asentamiento. No obstante, la localidad obtuvo el estatus de asentamiento de tipo urbano en 1979.

## Demografía
| 1969  | 1989   | 2002  | 2009  |
| ----- | ------ | ----- | ----- |
| 1.092 | 11.868 | 9.329 | 9.904 |

## Economía y transporte
La principal actividad de la industria es la investigación en los campos del petróleo y el gas natural, por lo que en la ciudad se encuentran sedes de empresas geofísicas y de geología.
A unos 10 km al sudoeste de la ciudad está situado el asentamiento de Korochayevo donde desde 1990 se encuentra la terminal de la línea de ferrocarril desde Tiumén vía Surgut. Hacia Novi Urengói al este, y Nadym al oeste, circula un tren de mercancías por un tramo de vía del proyecto del Ferrocarril Salejard-Igarka.
Está conectada con Korochayevo y el sistema de carreteras del otro lado del río Pur (oeste) por un puente de pontones o, en invierno, sobre el hielo. En la localidad existe un pequeño puerto sobre el Pur.